# قره‌تپه (نیر)
قره‌تپه یک منطقهٔ مسکونی در ایران است که در دهستان دورسون خواجه واقع شده‌است. قره‌تپه ۸۸ نفر جمعیت دارد.